# 越谷市立明正小学校
越谷市立明正小学校（こしがやしりつ めいせいしょうがっこう）は、埼玉県越谷市川柳町にある公立小学校。

## 沿革
- 1979年4月1日 - 越谷市立蒲生小学校の学区変更により越谷市立明正小学校として開校
- 1980年 - 校歌制定
- 1989年 - 創立10周年記念式典を挙行
- 1998年 - 創立20周年記念式典を挙行
- 2008年 - 創立30周年記念式典を挙行

## 教育目標
「輝く笑顔と光る汗 つながる心とつながる手と手」

## 通学区域
- レイクタウン八丁目 - 全域
- レイクタウン九丁目 - 全域[2]